# Uniwersytet Uélé
Uniwersytet Uele (fr. Université de l'Uélé) – uczelnia w mieście Isiro, w Demokratycznej Republice Konga. Uniwersytet prowadzony jest przez zakon dominikanów.